# Топографічна карта

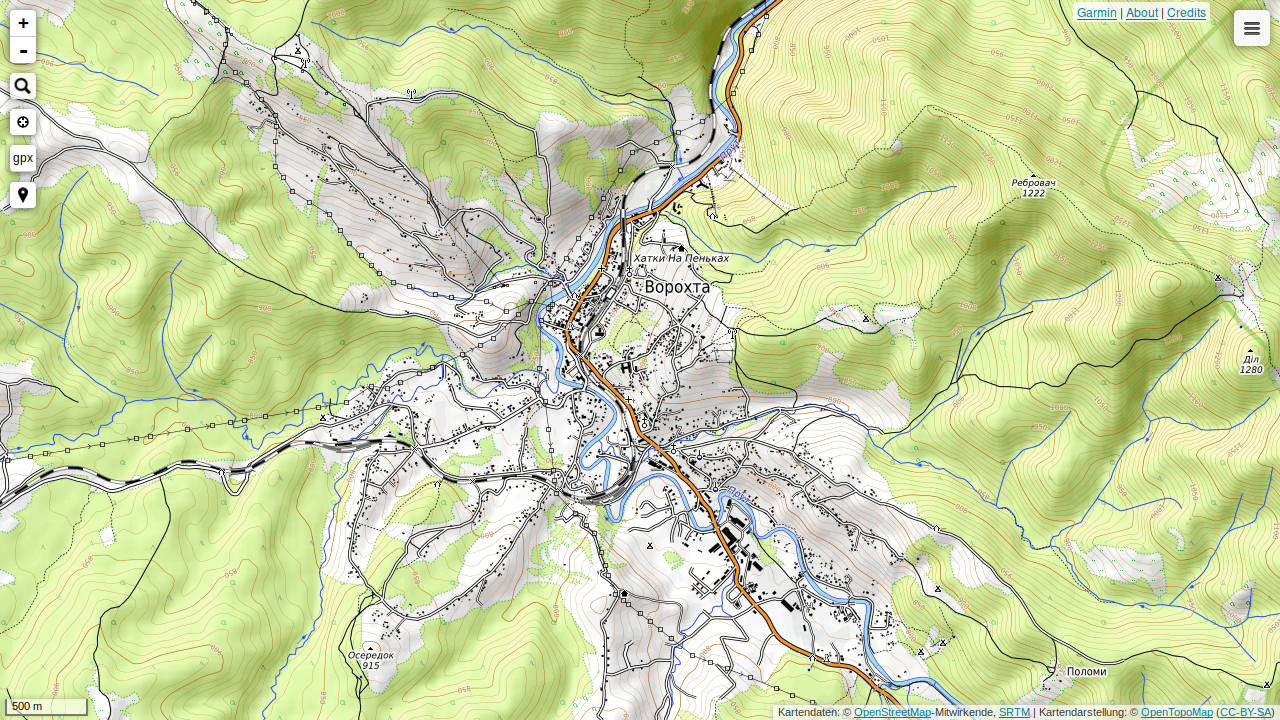
Топографічна мапа селища Ворохта, згенерована вебсервісом OpenTopoMap на основі данних OpenStreetMap та SRTM.

Топографічні карти або топографічні мапи (англ. topographic maps, surface contour maps; нім. topographische Karten f pl) — докладні, єдині за змістом, оформленням і математичною основою загальногеографічні карти, на яких зображені природні і соціально-економічні об'єкти місцевості з властивими їм якісними і кількісними характеристиками і особливостями розміщення, без виділення якихось певних елементів серед інших. Ступінь деталізації залежить виключно від масштабу карти, вимог щодо генералізації та особливостей даної території.

## Класифікація

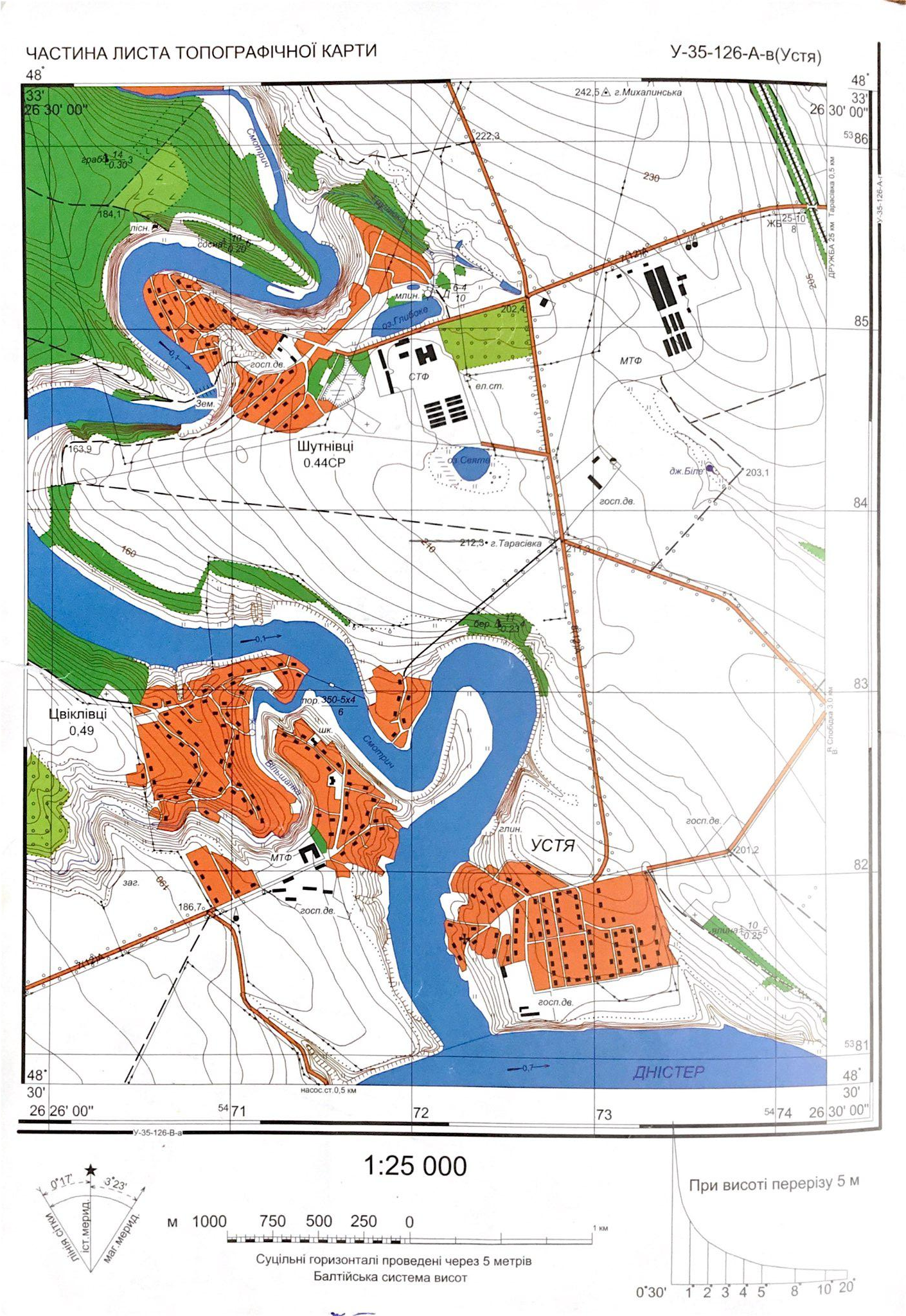
Зразок навчальної топографічної карти Y-35-126-А-в (Устя), масштаб 1:25 000

В Україні розрізняють такі топографічні карти:
- оглядово-топографічні (масштаб від 1:1 000 000 до 1:200 000);
- топографічні (від 1:200 000 до 1:5000);
  - дрібномасштабні (1:100 000),
  - середньомасштабні (1:50 000, 1:25 000),
  - великомасштабні (1:10 000);
- топографічні плани (1 : 5000, 1 : 2000, 1 : 1000, 1 : 500);
- топографічні знімання (1 : 5000, 1 : 2000, 1 : 1000, 1 : 500).

Топографічні карти необхідні для всіх стадій проєктно-дослідницьких робіт, які виконуються для топографічного забезпечення геологічні розвідки, розробки родовищ корисних копалин, гідроенергетичного, транспортного будівництва і т. д. Великомасштабні топографічні карти використовують для детального вивчення місцевості, орієнтування на ній, точних вимірів та розрахунків. Топографічні карти середніх масштабів використовують для попереднього проєктування залізниць та автомобільних доріг, проведення геологічних досліджень, попередніх розрахунків при проєктуванні великих споруд. Дрібномасштабні топографічні карти застосовують при вирішенні завдань науково-дослідного та прикладного характеру щодо використання природних ресурсів, економічного освоєння території, при генеральному проєктуванні великих промислових комплексів, навігації та інших роботах.
Великомасштабні топографічні карти являють собою найважливіший матеріал для географічних досліджень території, бо вони містять численну інформацію, яка відсутня і не може бути отримана з літературно-описових джерел.

## Застосування
Топографічні карти і плани використовують для вирішення різноманітних господарських завдань, вивчення місцевості, орієнтування, складання різноманітних тематичних карт. Топографічні карти дозволяють визначати якісний і кількісний склад об'єктів місцевості, взаємне положення і географічні координати, розміри, вимірювати відстані між об'єктами, площі, напрямки, висоти точок, перевищення, ухили.

## Вимоги
Відповідно до нормативних документів топографічні карти в Україні мають створюватись у єдиній системі координат (ITRS) і висот та за уніфікованими та погодженими між собою умовними знаками та класифікаторами. Основні вимоги:
- Повнота і достовірність відображення стану місцевості на рік створення карти в затверджених на той час умовних знаках.
- Точність, відповідно до вибраного масштабу, прямокутних та географічних координат, абсолютних і відносних висот об'єктів на місцевості, їхніх кількісних та якісних характеристик заради проведення картометричних робіт.
- Зведення аркушів карт по рамках за всіма елементами змісту між суміжними аркушами карт одного масштабу.
- Узгодженість за основними елементами змісту між аркушами карт суміжних масштабів.
- Зручність користування (юзабіліті) і наочність викладення інформації.

## Розграфлення і номенклатура
Розграфлення і номенклатура топографічної карти — нанесення картографічної сітки і умовних позначень. У основі трапецевидного розграфлення лежить карта масштабу 1:1 000 000. На кожному аркуші карти зображено земну поверхню у вигляді трапеції, сторонами якої є зображення меридіанів і паралелей відповідно 4° по широті і 6° по довготі. Номенклатура аркушів цієї карти складається з великої літери латинського алфавіту — A, B, C, D, …, Z, які позначають відповідні 4-градусні широтні смуги — пояси, відлічувані від екватора до полюсів, і арабської цифри 1, 2, 3, 4, …, 60, які позначають номера 6-градусних вертикальних смуг, що відлічуються із заходу на схід проти годинникової стрілки від меридіана з довготою 180°.

Розграфлення поверхні земної кулі на аркуші мільйонної карти та розгортка на пласку поверхню
Разграфлення на аркуші мільйонної карти
Разграфлення аркуша мільйонної картки на карти меньшого масштабу
Разграфлення аркуша стотисячної карти на карти меньшого масштабу

Наприклад, на аркуші карти, номенклатура якого М-36, зображена поверхня, обмежена паралелями 48 і 52° і меридіанами 30 і 36° (на схід від Гринвіча). Лінійні розміри по довготі трапецій такої карти стають щораз меншими при віддаленні від екватора до полюсів. Тому в широтній смузі 60-76° аркуші цієї карти здвоюють, а номенклатура такого здвоєного аркуша буде, наприклад, Q-35,36, і розмір його по довготі становитиме 12°, а в смузі 76-88° аркуші карти з'єднують по чотири, так що розмір такої карти по довготі становитиме 24° і матиме номенклатуру, наприклад, Q-33,34,35,36. Ділянка 88-90° зображується одним аркушем. На кожному аркуші цього масштабу пишуть назву найбільшого населеного пункту або іншого географічного об'єкта, наприклад, на аркуші М-36 буде написано Київ. Надалі аркуш карти масштабу 1 : 1 000 000 поступово розграфлюється відповідними лініями меридіанів і паралелей на все менші і менші трапеції відповідних масштабів: 1 : 500 000, 1 : 200 000 та інші (принципи розграфлювання розроблені та узгоджені на міжнародному рівні). Для позначення номенклатури кожного утвореного аркуша згідно з масштабом до номенклатури початкового аркуша (наприклад, Q-36) дописуються, як прийнято, великі літери кирилиці, римські цифри, арабські цифри тощо. Пояснення дано для Північної півкулі.

## Нормативна документація
Топографічні карти створюються та оформлюються за певним набором правил, єдиним для всіх видавників в країні, що спрощує їх розуміння та використання різними категоріями користувачів.

### Україна
В Україні стандартизацією та унормуванням займається Державна служба України з питань геодезії, картографії та кадастру (Держгеокадастр) за участі Державного підприємства «Науково-дослідний інститут геодезії і картографії» (ДП «НДІГК»). Більшість документації було успадковано від радянської системи документації ГУГК при Раді міністрів СРСР. Основні вимоги до топографічних карт і планів викладено в таких документах:
- Закон України «Про топографо-геодезичну і картографічну діяльність»[11];
- Постанова Кабінету Міністрів України «Деякі питання застосування геодезичної референцної системи координат»[12], згідно якої виконання топографо-геодезичних та картографічних робіт здійснюється з використанням Державної геодезичної референцної системи координат УСК-2000.
- Закон України «Про впровадження на території України Світової геодезичної системи координат WGS-84»[13][14][15].
- «Основні положення створення та оновлення топографічних карт масштабів 1:10000, 1:25000, 1:50000, 1:100000, 1:200000, 1:500000, 1:1000000»[16];
- «Класифікатор інформації, яка відображається на топографічних картах масштабів 1:10000, 1:25000, 1:50000, 1:100000, 1:200000, 1:500000, 1:1000000»[17];
- «Умовні знаки для топографічних карт масштабу 1:10000»[18];
- «Умовні знаки для топографічних планів масштабів 1:5000, 1:2000, 1:1000, 1:500»[19];
- «Інструкція з топографічного знімання у масштабах 1:5000, 1:2000, 1:1000 та 1:500 (ГКНТА-2.04-02-98)»[20].
- «Перелік відомостей, які містять службову інформацію, в системі Держгеокадастру»[21].
- «Перелік умовних скорочень, що вживаються при складанні топографічних карт»[22];
- «Порядок загальнодержавного топографічного і тематичного картографування»[23];
- Закон України «Про національну інфраструктуру геопросторових даних»[24].
- «Порядок функціонування національної інфраструктури геопросторових даних»[25].
- «Технічні вимоги до метаданих для наборів геопросторових даних і геоінформаційних сервісів національної інфраструктури геопросторових даних»[26].

З 2012, з усіх топографічних карт у системі координат СК-63 знято гриф «Для службового використання».
З 2015, гриф «Для службового використання» мають лише топографічні карти масштабу 1 : 25 000 і більше, за умов якщо вони виконані у системах координат СК-42 та УСК-2000 і мають відомості про режимні об'єкти військової та цивільної інфраструктури. Якщо ж подібні відомості відсутні, то такі карти масштабу 1 : 25 000 і більше вважаються такими що не мають грифу «Для службового використання».

З 2017, в Україні впроваджувалося створення регіональних геопорталів для доступу до кадастрової інформації, а також серед інших геоданих надавали доступ до топографічних карт та планів. 
27 січня 2020, Держгеокадастр оприлюднив Цифрову топографічну карту України масштабу 1 : 100 000 створену ДП «НДІГК», яку можна використовувати у власних веб-мапах, зокрема побудованих з використанням вільної програмної бібліотеки Leaflet, та використовувати у різних геоінформаційних системах (ГІС), наприклад у вільній ГІС QGIS чи пропрієтарній ГІС ArcGIS. Карта підготовлена зі спрощеним змістом, відповідно до «Порядку загальнодержавного топографічного і тематичного картографування», і складається з таких основних сегментів:
1. Математичні елементи;
2. Гідрографія та гідротехнічні споруди;
3. Населені пункти;
4. Дороги та дорожні споруди;
5. Рельєф;
6. Рослинний покрив та ґрунти;
7. Кордони та межі.

З 1 січня 2021, Цифрова топографічна карта України масштабу 1 : 100 000 у растровому форматі надається на умовах ліцензії Creative Commons CC-BY-SA. Для отримання файлів карти у векторних форматах файлів Shapefile (.shp) та ArcGIS 10.5 (.mxd) потрібно подати заявку на електронну адресу з підписаною ліцензійною угодою.
26 травня 2021, Верховна Рада України затвердила «Порядок функціонування національної інфраструктури геопросторових даних».
22 січня 2022, Держгеокадастр оприлюднив Основну державну топографічну карту масштабу 1 : 50 000 у вигляді сервісу онлайн-картографування. Розробкою єдиних вимог до цифрових топографічних карт та підтримкою геопорталу бази топографічних даних займається  ДП «НДІГК».
З 24 лютого 2022, після початку повномасштабного вторгнення Росії в Україну було впроваджено воєнний стан в Україні та обмежено публічний доступ до державних картографічних даних та геопорталів, в тому числі і до публічних топографічних карт, а з вересня 2023 обмежено доступ до публічної кадастрової карти.
У серпні 2022, на сайті ДНВП «Геоінформ України» було розміщено конвертор координат з радянської системи координат Пулково-42 (СК-42) у Світову геодезичну систему WGS-84. Окрім радянських карт в системі координат СК-42, в Україні використовують ще й радянські карти у системі координат СК-63, координати з якою доводиться конвертувати в УСК-2000.
З 19 жовтня 2022, ДНВП «Картографія» розпочало експлуатацію геопорталу Державного картографо-геодезичного фонду України, зокрема для наповнення геопорталу топографічними та картографічними матеріалами (топографічними планами та картами масштабу від 1:500 до 1:1000000). Веденням Державного картографо-геодезичного фонду України займається довідково-інформаційний картографо-геодезичний відділ ДНВП «Картографія» з 12 грудня 2016.
29 листопада 2022, Кабінет Міністрів України зробив зміни до «Порядку загальнодержавного топографічного і тематичного картографування», доповнивши його пунктом про необхідність створення топографічних карт у Світовій геодезичній системі WGS-84 та у картографічній проекції Меркатора (UTM) “для потреб Збройних сил України та інших військових формувань, утворених відповідно до законів України”. Впровадження цих змін викликано необхідністю встановлення сумісності військових топографічних карт НАТО та ЗСУ. При цьому військові картографи опанували виготовлення топографічних карт у Світовій геодезичній системі WGS-84 та виготовляли їх для ЗСУ ще до 24 лютого 2022.
14 квітня 2023, Кабінет Міністрів України повідомив про створення цифрових топографічних  карт масштабу 1 : 25 000 на частину територій України.
9 червня 2023, Кабінет Міністрів України зробив зміни до «Порядку загальнодержавного топографічного і тематичного картографування», згідно яких з 1 січня 2026 державні топографічні карти будуть створюватися у Європейській вертикальній референцній системі (EVRS).
17 жовтня 2023, Командувач Сил підтримки ЗСУ генерал-майор Дмитро Герега в інтерв'ю для АрміяInform заявив що до кінця року Збройні сили України планують перейти на використання «топографічних карт в системі координат WGS-84, універсальний поперечно-циліндричній проєкції Меркатора (UTM), з нанесеною сіткою військового цілевказування (MGRS)».
Ми виконуємо це завдання швидкими темпами і до кінця року плануємо його завершити. До слова, країнам-партнерам для переведення топографічних карт у світовій геодезичній системі координат WGS-84 знадобилось значно більше часу.— генерал-майор Дмитро Герега, Командувач Сил підтримки ЗСУ, https://armyinform.com.ua/2023/10/17/nashi-vognemetnyky-pidsylyuyut-shturmovi-pidrozdily-na-najskladnishyh-napryamkah-komanduvach-syl-pidtrymky-zsu/

## Цікаві факти
- У 1996, відповідно до статті 3 «Угоди про  правонаступництво стосовно державних архівів колишнього СРСР», Україна передала Молдові топографічні та картографічні матеріали на територію Молдови, зокрема видавничі оригінали планів міст та топографічних карт у масштабі 1:10000 виконаних у системах координат СК-42 та СК-63[75].
- Спортивна карта, яку використовують для спортивного орієнтування є видозміненою топографічною картою зі спеціальним набором символів. Для створення спортивних карт використовують спеціалізовані спрощені ГІС програми, наприклад вільну ГІС OpenOrieentieering Mapper.